# John Bennett (informatique)
Pour les articles homonymes, voir John Bennett et Bennett.
John Makepeace Bennett (31 juillet 1921 – 9 décembre 2010) est un pionnier de l'informatique australien. Il a été le premier professeur de science informatique australien et le président fondateur de l'Australian Computer Society. Sa carrière en tant que pionnier de l'informatique lui permet de travailler sur les premiers ordinateurs tels que l'EDSAC, le Ferranti Mark I et le SILLIAC, et diffuser des informations sur l'univers de l'informatique grâce à des cours et associations de l'informatique,.
John Bennett est né en 1921 à Warwick, Queensland. En 1952, il se marie avec Rosalind Mary Elkington (qui travaille également à Ferranti).